# Ksenija Makejeva
Ksenija Vladimirovna Makejeva  (ryska Ксения Владимировна Макеева),  född 19 september 1990 in Ufa i dåvarande Sovjetunionen, är en rysk handbollsspelare.

## Klubblagskarriär
Makejeva spelade för GK Dynamo Volgograd från och med säsongen 2006-2007. Tillsammans med Volgograd vann hon ryska mästerskapet 2009, 2010, 2011, 2012, 2013 och 2014 och EHF Cupen 2008. Säsongen 2014-2015 värvades Makejeva av den rumänska klubben HCM Baia Mare. Hon vände åter till Ryssland året efter och spelar sedan dess för GK Rostov-Don. Tillsammans med Rostov vann hon EHF-cupen 2017 och ryska mästerskapet 2017, 2018, 2019 och 2020.

## Landslagskarriär
Makejeva vann guld i U18-VM 2008 med det ryska ungdomslandslaget. Makejeva vann två år senare silvermedaljen vid U20-VM  och blev även uttagen till turneringens All Star Team. Makejeva har spelat över 150 matcher för det ryska landslaget. Hon var med och vann VM 2009 med Ryssland.  Hon tog silver i EM 2018 och vid VM 2019 vann hon en bronsmedalj med det ryska landslaget. I OS 2020 i Tokyo var hon med och tog silvermedalj.